# Kościół św. Barbary w Międzylesiu
Kościół świętej Barbary – rzymskokatolicki kościół filialny należący do parafii Bożego Ciała w Międzylesiu.

## Historia

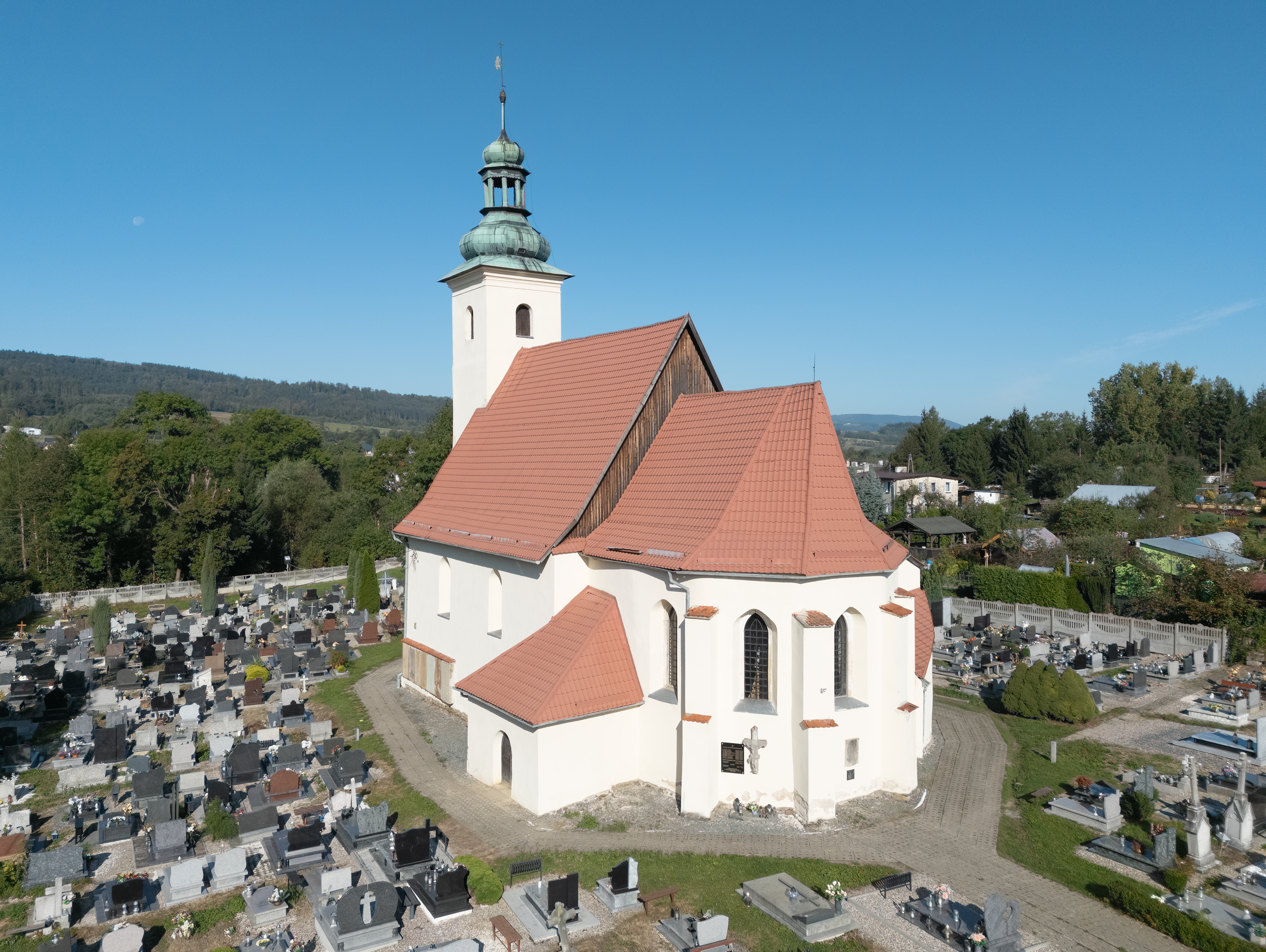
Widok od południowego wschodu

Świątynia została wzniesiona przez katolików na przedmieściu Międzylesia w 1491 roku. 
W 1643 roku została spalona przez Szwedów; odbudowano ją w 1670 roku i konsekrowano w 1671 roku. 

## Architektura
Jest to budowla późnorenesansowa z elementami stylu gotyckiego. Kościół jest jednonawowy, posiada wyodrębnione i opięte skarpami prezbiterium zamknięte pięciobocznie. Nawa główna nakryta jest kasetonowym stropem, a prezbiterium nakryte jest sklepieniem krzyżowo–żebrowym. Od strony zachodniej znajduje się czworoboczna wieża zwieńczona cebulastym hełmem z latarnią. 
Ołtarz główny pochodzi z 1831 roku i został wykonany według projektu J. Schramma, posiada starsze figury św. Barbary i św. Katarzyny. W ołtarzu głównym znajduje się obraz św. Barbary wykonany przez malarza Bartscha z Bystrzycy Kłodzkiej. Ołtarz boczny poświęcony Najświętszej Maryi Pannie, jest drewniany, polichromowany i złocony, reprezentuje styl rokokowy, został wykonany w 2 połowie XVIII wieku, i jest ozdobiony figurami św. Franciszka Ksawerego i św. Ignacego. We wnętrzu znajduje się również epitafium J.C. Ludwiga w kształcie nagrobnej płaskorzeźby, reprezentujące styl klasycystyczny, powstałe w I połowie XIX wieku.